# Ab epistulis
 'Ab epistulis'  - придворне відомство епохи  Римської імперії. Буквально це назва перекладається як «листування».
Його прерогативою була обробка різної службової переписки імператора. Значна частка цього листування була з провінційними намісниками. Цілком ймовірно, що на основі матеріалів «ab epistulis» оцінювалися таланти чиновників та адміністрації в провінціях. У цьому відомстві були відділи «ab epistulis Graecis», завідував листуванням на грецькій мові, та «ab epistulis Latinis», завідував, відповідно, листуванням на латинській мові.
Спочатку на чолі цього апарата стояв імператорський раб, потім, починаючи з періоду царювання  Клавдія, вільноотпущений, а за правління Адріана - високопосадовець, який походив із  вершників. Його називали імператорським секретарем. Він, безсумнівно, повинен був мати певний літературне покликання. Імператорський секретар відправляв укази государя по всій державі, займався призначеннями багатьох офіцерів і скликав усіх призначених осіб. Крім того, до нього надходили всі новини від військових підрозділів, відомості про важливі події для господарства та інша важлива інформація. Одним з імператорських секретарів був відомий історик  Светоній.